# Шенкл, Джоэл
Джоэл Уоррен Шенкл (англ. Joel Warren Shankle; 2 марта 1933, Файнс-Крик, штат Северная Каролина, США — 8 апреля 2015, Калпепер, штат Виргиния, США) — американский легкоатлет, бронзовый призёр летних Олимпийских игр в Мельбурне (1956).

## Спортивная карьера
Выступал в нескольких легкоатлетических дисциплинах. В 1954 г. стал «Спортсменом года» Конференции Атлантического побережья. В 1955 г. победил на первенстве NCAA в прыжках в длину и стал бронзовым призером в десятиборье на чемпионате Ассоциации американских университетов (AAU).
На летних Олимпийских играх в Мельбурне (1956) занял третье место в забеге на 110 метров с барьерами.
После окончания Университета Дьюка поступил на службу в военно-морской флот и был военно-морским летчиком (1959-65). Затем в течение 28 лет работал пилотом American Airlines, выйдя на пенсию в 1993 г.